# تپه عمادیه
تپه عمادیه مربوط به دوره ساسانیان - دوره ایلخانی است و در شهرستان کرمانشاه، بخش مرکزی، دهستان دورود فرامان، ۷۰۰ متری جنوب غرب روستای ده پهن واقع شده و این اثر در تاریخ ۱۸ اسفند ۱۳۸۷ با شمارهٔ ثبت ۲۴۸۰۸ به‌عنوان یکی از آثار ملی ایران به ثبت رسیده است.

## کاخ عمادیه

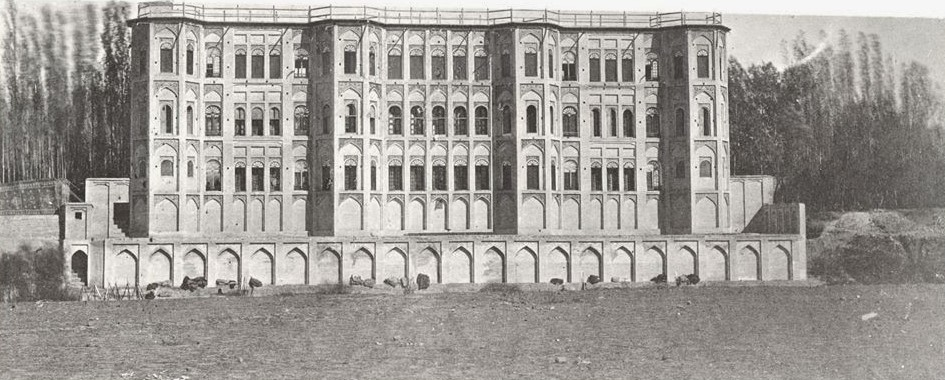
تصویری از کاخ عمادیه.

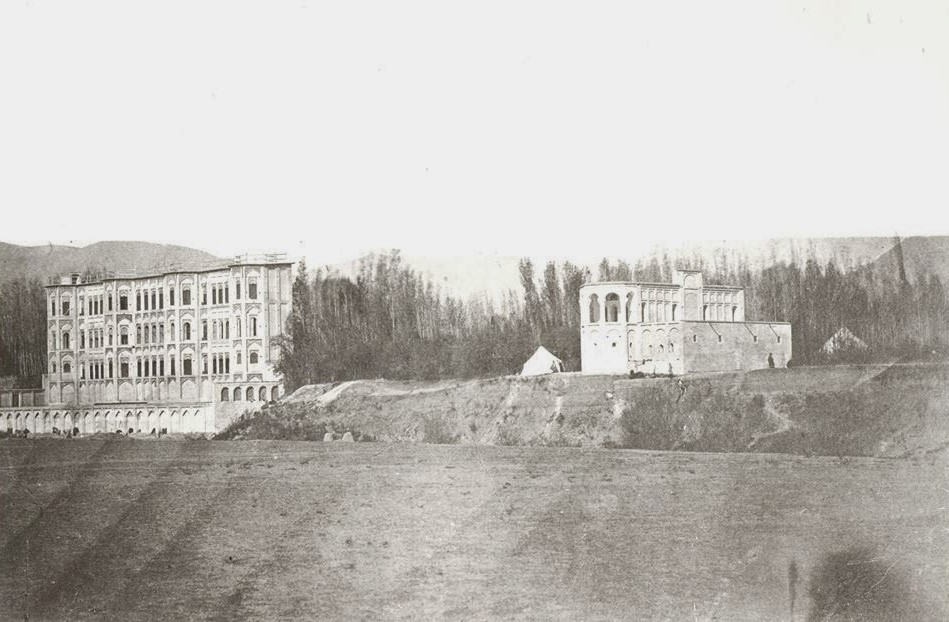
تصویری از کاخ عمادیه.

در زمان حکومت عمادالدوله‌میرزای دولتشاه قاجار در کرمانشاه، بر روی این تپه کاخی ساخته‌شد که با نام کاخ یا عمارت عمادیه نام‌گذاری شد و از آن به بعد این تپه را به نام آن کاخ، عمادیه نامیدند. کاخ عمادیه در دورۀ پهلوی تخریب شد.